# Xylotrechus mehli
Xylotrechus mehli là một loài bọ cánh cứng trong họ Cerambycidae.Tên của loài này được Dauber công bố lần đầu tiên vào năm 2004.  Xylotrechus mehli thuộc chi Xylotrechus và họ Cerambycidae